# قلعة التنور

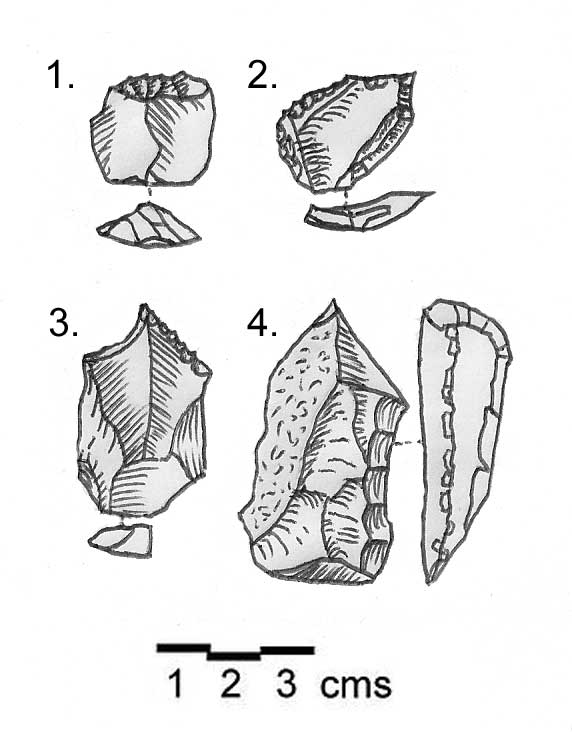
أدوات الراعي من العصر الحجري الحديث من الصوان المكتشفة في كموه الهرمل 1. نهاية مكشطة على تقشر. 2. مكشطة عرضية وخرزانية على شريحة رقيقة. 3. حفار على شفرة تقشر. 4. بورين مع حافة العمل واسعة على تقشر الثقيلة. كل ما في مات البني فلينت.

قلعة تنور هو موقع أثري من العصر الحجري الحديث يقع في منتصف الطريق بين بريتال وحور تعلا، على بعد 12 كيلومتر (7.5 ميل) جنوب غرب بعلبك في قضاء بعلبك في محافظة بعلبك الهرمل في لبنان. يرتفع فوق مستوى سطح البحر 1182 متراً.
اكتشف السيد بيسانسون الموقع السطحي في عام 1966 على تل من الصخور الجيرية المكشوفة، حيث كان أبعد موقع من جميع مواقع الراعي العصر الحجري الحديث المفهرسة في ذلك الوقت، وكانت أدوات الصوان الموجودة في الموقع بشكل عام ذو لون بني أو رمادي، وبعضها يظهر في الزنجار الأبيض، وكانت أنواع الشفرة قصيرة عادة ولكنها تضمنت أيضًا أنواعًا أخرى رقيقة ومدعومة، وكاشطات شديدة الانحدار، وتم تخزين المواد المستكشفة في متحف ما قبل التاريخ اللبناني الموجود بمبنى جامعة القديس يوسف في العاصمة اللبنانية بيروت.

## روابط خارجية
- قلعة وتنوير على الموقع الجغرافي
- Qalaat et Tannour on mapatlas.org at Archive.is (نسخة محفوظة [Date missing])